# Llista de townlands del Comtat de Carlow
Aquesta és una Llista de townlands del comtat de Carlow. Hi ha aproximadament 600 townlands al comtat de Carlow a la República d'Irlanda.
Els noms duplicats es produeixen quan hi ha més d'un townland amb el mateix nom al comtat. Els noms marcats en negreta són les ciutats i pobles, i la paraula town apareix per a les entrades de la columna acres.

## Llista de townlands
| Townland                        | Acres | Baronia            | Parròquia civil | Poor Law Union |
| ------------------------------- | ----- | ------------------ | --------------- | -------------- |
| Acaun                           | 1     | Rathvilly          | Rathvilly       | Baltinglass    |
| Aclare                          | 632   | Forth              | Myshall         | Carlow         |
| Agha                            | 783   | Idrone East        | Agha            | Carlow         |
| Aghabeg                         | 283   | Idrone East        | Sliguff         | Carlow         |
| Aghade                          | 266   | Forth              | Aghade          | Carlow         |
| Aghanure                        | 171   | Carlow             | Painestown      | Carlow         |
| Agharue                         | 715   | Idrone West        | Tullowcreen     | Carlow         |
| Aghnaglear                      | 626   | St. Mullin's Lower | St. Mullin's    | New Ross       |
| Aghwater                        | 98    | Carlow             | Grangeford      | Carlow         |
| Altimont                        | 146   | Forth              | Aghade          | Carlow         |
| Annagar                         | 404   | Idrone West        | Oldleighlin     | Carlow         |
| Ardattin                        | 196   | Forth              | Ardoyne         | Carlow         |
| Ardbearn                        | 126   | Forth              | Ballyellin      | Carlow         |
| Ardbearn & Torman               | 121   | Forth              | Kellistown      | Carlow         |
| Ardnehue                        | 654   | Carlow             | Killerrig       | Carlow         |
| Ardristan                       | 858   | Rathvilly          | Ardristan       | Carlow         |
| Bagenalstown                    | Town  | Idrone East        | Dunleckny       | Carlow         |
| Bahana                          | 824   | St. Mullin's Lower | St. Mullin's    | New Ross       |
| Ballaghaclay                    | 281   | Rathvilly          | Clonmore        | Shillelagh     |
| Ballaghaderneen                 | 328   | Idrone East        | Fennagh         | Carlow         |
| Ballaghmore                     | 471   | Forth              | Myshall         | Carlow         |
| Ballinabranagh                  | 784   | Idrone West        | Cloydagh        | Carlow         |
| Ballinacarrig                   | 313   | Carlow             | Ballinacarrig   | Carlow         |
| Ballinacrea                     | 351   | Forth              | Myshall         | Carlow         |
| Ballinadrum                     | 335   | Forth              | Fennagh         | Carlow         |
| Ballinagilky                    | 331   | Rathvilly          | Clonmore        | Shillelagh     |
| Ballinamona (o Ballyellin)      | 143   | Idrone East        | Kiltennell      | New Ross       |
| Ballinastraw                    | 300   | Forth              | Ardoyne         | Carlow         |
| Ballinkillin                    | 782   | Idrone East        | Lorum           | Carlow         |
| Ballinree                       | 831   | Idrone East        | Sliguff         | Carlow         |
| Ballinrush                      | 546   | Forth              | Myshall         | Carlow         |
| Ballintemple                    | 970   | Forth              | Ardoyne         | Carlow         |
| Ballintrane                     | 121   | Forth              | Fennagh         | Carlow         |
| Ballintrane                     | 547   | Forth              | Templepeter     | Carlow         |
| Ballinvally                     | 216   | Forth              | Ballon          | Carlow         |
| Ballinvally                     | 427   | Forth              | Barragh         | Enniscorthy    |
| Ballinvally and Kiltennell      | 298   | Idrone East        | Kiltennell      | New Ross       |
| Ballon                          | Town  | Forth              | Ballon          | Carlow         |
| Ballon                          | 322   | Forth              | Ballon          | Carlow         |
| Ballybannon                     | 416   | Carlow             | Killerrig       | Carlow         |
| Ballybar Lower                  | 465   | Carlow             | Clonmelsh       | Carlow         |
| Ballybar Upper                  | 491   | Carlow             | Clonmelsh       | Carlow         |
| Ballybeg (o Leagh)              | 148   | Forth              | Tullowmagimma   | Carlow         |
| Ballybeg Big                    | 1.204 | St. Mullin's Lower | St. Mullin's    | New Ross       |
| Ballybeg Little                 | 127   | St. Mullin's Lower | St. Mullin's    | New Ross       |
| Ballybit Big                    | 656   | Rathvilly          | Rathvilly       | Baltinglass    |
| Ballybit Little                 | 119   | Rathvilly          | Rathvilly       | Baltinglass    |
| Ballyblake                      | 21    | St. Mullin's Lower | St. Mullin's    | New Ross       |
| Ballybrack                      | 544   | St. Mullin's Lower | Ballyellin      | New Ross       |
| Ballybrommell                   | Town  | Idrone East        | Fennagh         | Carlow         |
| Ballybrommell                   | 373   | Idrone East        | Fennagh         | Carlow         |
| Ballycallon (o Clonbulloge)     | 139   | Forth              | Fennagh         | Carlow         |
| Ballycarney                     | 321   | Carlow             | Ballinacarrig   | Carlow         |
| Ballycook                       | 484   | Rathvilly          | Kineagh         | Baltinglass    |
| Ballycoppigan                   | 108   | Idrone East        | Clonygoose      | Carlow         |
| Ballycormick                    | 370   | Idrone East        | Lorum           | Carlow         |
| Ballycormick                    | 166   | Idrone East        | Sliguff         | Carlow         |
| Ballycrinnigan                  | 1.223 | St. Mullin's Lower | St. Mullin's    | New Ross       |
| Ballycrogue                     | 370   | Carlow             | Ballycrogue     | Carlow         |
| Ballycurragh                    | 80    | Forth              | Gilbertstown    | Carlow         |
| Ballydarton                     | 212   | Idrone East        | Fennagh         | Carlow         |
| Ballyduff                       | 310   | Rathvilly          | Clonmore        | Shillelagh     |
| Ballyedmond                     | 417   | Rathvilly          | Hacketstown     | Shillelagh     |
| Ballyellin                      | Town  | Idrone East        | Ballyellin      | Carlow         |
| Ballyellin (o Ballinamona)      | 143   | Idrone East        | Kiltennell      | New Ross       |
| Ballyellin and Tomdarragh       | 1.067 | Idrone East        | Ballyellin      | Carlow         |
| Ballyfeanan (o Ballywhinnin)    | 134   | Idrone East        | Ballyellin      | Carlow         |
| Ballyfeanan (o Ballywhinnin)    | 273   | Idrone East        | Clonygoose      | Carlow         |
| Ballygarret (o Sandbrook)       | 258   | Forth              | Ballon          | Carlow         |
| Ballyglisheen                   | 746   | St. Mullin's Lower | St. Mullin's    | New Ross       |
| Ballygowan                      | 70    | Idrone West        | Cloydagh        | Carlow         |
| Ballygowan                      | 282   | Idrone West        | Tullowcreen     | Carlow         |
| Ballygraney                     | 65    | Idrone East        | Ballyellin      | Carlow         |
| Ballyhacket Lower               | 462   | Rathvilly          | Kineagh         | Baltinglass    |
| Ballyhacket Upper               | 268   | Rathvilly          | Kineagh         | Baltinglass    |
| Ballyhegan                      | 132   | St. Mullin's Lower | St. Mullin's    | New Ross       |
| Ballyhubbock (o Upton)          | 260   | Idrone East        | Fennagh         | Carlow         |
| Ballyine                        | 476   | St. Mullin's Lower | Ullard          | New Ross       |
| Ballykealey                     | 106   | Forth              | Ballyellin      | Carlow         |
| Ballykealey                     | 212   | Forth              | Fennagh         | Carlow         |
| Ballykealey                     | 326   | Forth              | Kellistown      | Carlow         |
| Ballykeenan                     | 351   | Forth              | Barragh         | Carlow         |
| Ballykeenan                     | 361   | St. Mullin's Lower | Ullard          | New Ross       |
| Ballykilduff Lower              | 253   | Rathvilly          | Haroldstown     | Shillelagh     |
| Ballykilduff Upper              | 313   | Rathvilly          | Haroldstown     | Shillelagh     |
| Ballykillane                    | 297   | Rathvilly          | Hacketstown     | Shillelagh     |
| Ballyknock                      | 500   | St. Mullin's Lower | St. Mullin's    | New Ross       |
| Ballyknockan                    | Town  | Idrone East        | Fennagh         | Carlow         |
| Ballyknockan                    | 337   | Idrone East        | Fennagh         | Carlow         |
| Ballyknockan                    | 240   | Idrone West        | Wells           | Carlow         |
| Ballyknockcrumpin               | 109   | St. Mullin's Lower | St. Mullin's    | New Ross       |
| Ballyleen                       | 415   | Forth              | Ballon          | Carlow         |
| Ballylennon                     | 321   | Carlow             | Urglin          | Carlow         |
| Ballyling                       | 455   | St. Mullin's Lower | St. Mullin's    | New Ross       |
| Ballyloo                        | 3     | Idrone East        | Nurney          | Carlow         |
| Ballyloo                        | 688   | Carlow             | Tullowmagimma   | Carlow         |
| Ballyloughan                    | 462   | Idrone East        | Sliguff         | Carlow         |
| Ballylower                      | 189   | Forth              | Ballon          | Carlow         |
| Ballymartin                     | 493   | Idrone East        | Clonygoose      | Carlow         |
| Ballymogue                      | 211   | Forth              | Ballon          | Carlow         |
| Ballymogue                      | 127   | Forth              | Templepeter     | Carlow         |
| Ballymoon                       | 415   | Idrone East        | Dunleckny       | Carlow         |
| Ballymurphy                     | Town  | St. Mullin's Lower | St. Mullin's    | New Ross       |
| Ballymurphy                     | 424   | Rathvilly          | Tullowphelim    | Carlow         |
| Ballymurphy                     | 94    | St. Mullin's Lower | St. Mullin's    | New Ross       |
| Ballynaboley                    | 380   | Idrone East        | Killinane       | Carlow         |
| Ballynabranagh (o Walshstown)   | 465   | St. Mullin's Lower | St. Mullin's    | New Ross       |
| Ballynagrane                    | 275   | Idrone East        | Clonygoose      | Carlow         |
| Ballynakill                     | 364   | Idrone East        | Dunleckny       | Carlow         |
| Ballynakill                     | 493   | Rathvilly          | Clonmore        | Shillelagh     |
| Ballynakillbeg                  | 328   | Carlow             | Urglin          | Carlow         |
| Ballynalour                     | 768   | St. Mullin's Lower | St. Mullin's    | New Ross       |
| Ballynamire                     | 38    | Idrone East        | Fennagh         | Carlow         |
| Ballynasillog                   | 386   | Idrone East        | Clonygoose      | Carlow         |
| Ballynattin                     | 229   | Idrone East        | Kiltennell      | Carlow         |
| Ballynoe (o Newtown)            | 573   | Forth              | Ardoyne         | Carlow         |
| Ballynolan                      | 76    | Idrone West        | Oldleighlin     | Carlow         |
| Ballynunnery                    | 191   | Forth              | Gilbertstown    | Carlow         |
| Ballyoliver                     | 498   | Rathvilly          | Rathvilly       | Baltinglass    |
| Ballypierce                     | 626   | St. Mullin's Upper | Barragh         | Shillelagh     |
| Ballyredmond                    | 807   | St. Mullin's Upper | Moyacomb        | Shillelagh     |
| Ballyroughan Big                | 283   | St. Mullin's Lower | Ullard          | New Ross       |
| Ballyroughan Little             | 81    | St. Mullin's Lower | Ullard          | New Ross       |
| Ballyryan                       | 397   | Idrone East        | Nurney          | Carlow         |
| Ballyryan                       | 125   | Carlow             | Tullowmagimma   | Carlow         |
| Ballysallagh Lower              | 319   | Rathvilly          | Hacketstown     | Shillelagh     |
| Ballysallagh Upper              | 358   | Rathvilly          | Hacketstown     | Shillelagh     |
| Ballyshancarragh                | 301   | St. Mullin's Upper | Barragh         | Shillelagh     |
| Ballyshane                      | 603   | Rathvilly          | Crecrin         | Shillelagh     |
| Ballytarsna                     | 785   | Carlow             | Nurney          | Carlow         |
| Ballyteigelea                   | 367   | Idrone East        | Ballyellin      | Carlow         |
| Ballyteigelea                   | 194   | Idrone East        | Clonygoose      | Carlow         |
| Ballyteigelea                   | 72    | Idrone East        | Ullard          | Carlow         |
| Ballytimmin                     | 149   | Idrone East        | Fennagh         | Carlow         |
| Ballyvangour                    | 131   | Rathvilly          | Ardoyne         | Shillelagh     |
| Ballyveal                       | 196   | Forth              | Kellistown      | Carlow         |
| Ballyvergal                     | 109   | Carlow             | Urglin          | Carlow         |
| Ballyvolden                     | 56    | Forth              | Ballon          | Carlow         |
| Ballywhinnin (o Ballyfeanan)    | 134   | Idrone East        | Ballyellin      | Carlow         |
| Ballywhinnin (o Ballyfeanan)    | 273   | Idrone East        | Clonygoose      | Carlow         |
| Ballywilliamroe                 | 1.074 | Idrone East        | Dunleckny       | Carlow         |
| Bannagagole                     | 526   | Idrone West        | Oldleighlin     | Carlow         |
| Barnahask                       | 466   | Forth              | Barragh         | Enniscorthy    |
| Barnahaskin                     | 217   | Idrone East        | Kiltennell      | New Ross       |
| Barnhill                        | 199   | Rathvilly          | Rathvilly       | Baltinglass    |
| Barragh                         | 120   | Forth              | Barragh         | Enniscorthy    |
| Bauck                           | 193   | St. Mullin's Lower | St. Mullin's    | New Ross       |
| Baunleath                       | 62    | Idrone West        | Oldleighlin     | Carlow         |
| Baunogenasraid                  | 231   | Carlow             | Grangeford      | Carlow         |
| Baunogephlure                   | 314   | Carlow             | Grangeford      | Carlow         |
| Baunreagh                       | 712   | Idrone West        | Oldleighlin     | Carlow         |
| Bealalaw                        | 553   | Forth              | Myshall         | Carlow         |
| Bellmount                       | 178   | Rathvilly          | Clonmore        | Shillelagh     |
| Bellshill                       | 158   | Rathvilly          | Clonmore        | Shillelagh     |
| Bendinstown                     | 215   | Forth              | Ballyellin      | Carlow         |
| Bennekerry                      | 268   | Carlow             | Ballinacarrig   | Carlow         |
| Bennekerry                      | 361   | Carlow             | Urglin          | Carlow         |
| Bestfield (o Dunganstown)       | 55    | Carlow             | Carlow          | Carlow         |
| Bestfield (o Dunganstown)       | 101   | Carlow             | Painestown      | Carlow         |
| Bettyfield (o Ricketstown)      | 198   | Rathvilly          | Kineagh         | Baltinglass    |
| Blackhill                       | 204   | Rathvilly          | Clonmore        | Shillelagh     |
| Blindennis                      | 90    | Rathvilly          | Hacketstown     | Shillelagh     |
| Boggan                          | 267   | Forth              | Ballon          | Carlow         |
| Boggan                          | 230   | Forth              | Barragh         | Carlow         |
| Boghouse                        | 77    | Idrone East        | Fennagh         | Carlow         |
| Boherduff                       | 489   | Idrone East        | Dunleckny       | Carlow         |
| Bohermore                       | 468   | Idrone East        | Dunleckny       | Carlow         |
| Booladurragh                    | 104   | Idrone East        | Myshall         | Carlow         |
| Boolyrathornan (o Tomard)       | 286   | Idrone West        | Tullowcreen     | Carlow         |
| Boolyvannanan                   | 383   | Idrone West        | Tullowcreen     | Carlow         |
| Borough                         | 172   | Rathvilly          | Hacketstown     | Shillelagh     |
| Borris                          | Town  | Idrone East        | Clonygoose      | Carlow         |
| Borris                          | 1.221 | Idrone East        | Clonygoose      | Carlow         |
| Bough                           | 403   | Rathvilly          | Rahill          | Baltinglass    |
| Broomville (o Clonachona)       | 236   | Forth              | Ardoyne         | Carlow         |
| Broughillstown                  | 428   | Rathvilly          | Rahill          | Baltinglass    |
| Brownbog                        | 209   | Rathvilly          | Hacketstown     | Shillelagh     |
| Bunnagurragh                    | 52    | Forth              | Barragh         | Enniscorthy    |
| Burgage                         | 83    | Idrone West        | Wells           | Carlow         |
| Burtonhall Demesne              | 162   | Carlow             | Killerrig       | Carlow         |
| Burtonhall Demesne              | 121   | Carlow             | Urglin          | Carlow         |
| Busherstown                     | 688   | Carlow             | Killerrig       | Carlow         |
| Butlersgrange                   | 735   | Rathvilly          | Tullowphelim    | Carlow         |
| Cannonsquarter                  | 199   | Rathvilly          | Fennagh         | Carlow         |
| Cappagh                         | 229   | Forth              | Ballon          | Carlow         |
| Cappawater                      | 97    | Forth              | Myshall         | Carlow         |
| Carlow                          | Town  | Carlow             | Carlow          | Carlow         |
| Carlow                          | 978   | Carlow             | Carlow          | Carlow         |
| Carrarea                        | 141   | Rathvilly          | Clonmore        | Shillelagh     |
| Carrickduff                     | Town  | Forth              | Barragh         | Enniscorthy    |
| Carrickduff                     | 697   | Forth              | Barragh         | Enniscorthy    |
| Carrickslaney                   | 452   | Forth              | Aghade          | Carlow         |
| Carrickslaney                   | 12    | Forth              | Ballon          | Carlow         |
| Carrig Beg                      | 258   | Idrone East        | Dunleckny       | Carlow         |
| Carrig More                     | 179   | Idrone East        | Dunleckny       | Carlow         |
| Carriglead                      | 446   | St. Mullin's Lower | St. Mullin's    | New Ross       |
| Carrignafecka                   | 98    | Idrone East        | Sliguff         | Carlow         |
| Carrigpark                      | 128   | Idrone East        | Dunleckny       | Carlow         |
| Cashel                          | 294   | Idrone East        | Kiltennell      | Carlow         |
| Castlegrace                     | 331   | Forth              | Aghade          | Carlow         |
| Castlegrace                     | 139   | Forth              | Ballon          | Carlow         |
| Castlemore                      | 938   | Rathvilly          | Fennagh         | Carlow         |
| Castletown                      | 485   | Carlow             | Tullowmagimma   | Carlow         |
| Chapelstown                     | 466   | Carlow             | Clonmelsh       | Carlow         |
| Clanagh                         | 33    | St. Mullin's Lower | St. Mullin's    | New Ross       |
| Clashganny                      | 176   | Idrone East        | Myshall         | Carlow         |
| Cloghna                         | 792   | Carlow             | Cloydagh        | Carlow         |
| Cloghristick                    | 472   | Carlow             | Cloydagh        | Carlow         |
| Cloghristick                    | 28    | Carlow             | Killerrig       | Carlow         |
| Clogrenan                       | 1.485 | Idrone West        | Cloydagh        | Carlow         |
| Clomoney                        | 233   | Idrone East        | Ballyellin      | Carlow         |
| Clomoney                        | 133   | Idrone East        | Clonygoose      | Carlow         |
| Clomoney                        | 149   | Idrone East        | Lorum           | Carlow         |
| Clonachona (o Broomville)       | 236   | Forth              | Ardoyne         | Carlow         |
| Clonacur                        | 70    | Idrone East        | Dunleckny       | Carlow         |
| Clonbulloge (o Ballycallon)     | 139   | Forth              | Fennagh         | Carlow         |
| Clonee East                     | 112   | Forth              | Myshall         | Carlow         |
| Clonee West                     | 39    | Idrone East        | Myshall         | Carlow         |
| Cloneen                         | 276   | Idrone East        | Agha            | Carlow         |
| Cloneen                         | 112   | Idrone East        | Nurney          | Carlow         |
| Clonegah                        | 397   | Idrone East        | Fennagh         | Carlow         |
| Clonegall                       | Town  | St. Mullin's Upper | Moyacomb        | Carlow         |
| Clonegall                       | 299   | St. Mullin's Upper | Moyacomb        | Shillelagh     |
| Clonetoose                      | 108   | Idrone East        | Fennagh         | Carlow         |
| Clongarran                      | 205   | St. Mullin's Upper | Moyacomb        | Shillelagh     |
| Clonmashane                     | 160   | Forth              | Templepeter     | Carlow         |
| Clonmelsh                       | 384   | Carlow             | Clonmelsh       | Carlow         |
| Clonmore                        | 115   | Idrone West        | Oldleighlin     | Carlow         |
| Clonmore                        | 169   | Rathvilly          | Clonmore        | Shillelagh     |
| Clonmullen                      | 291   | Forth              | Barragh         | Enniscorthy    |
| Clonogan                        | 543   | St. Mullin's Upper | Moyacomb        | Shillelagh     |
| Clonygoose                      | 156   | Idrone East        | Clonygoose      | Carlow         |
| Clorusk Lower                   | 144   | Idrone West        | Killinane       | Carlow         |
| Clorusk Upper                   | 246   | Idrone West        | Killinane       | Carlow         |
| Closh                           | 58    | Forth              | Ballon          | Carlow         |
| Closutton                       | 666   | Idrone West        | Killinane       | Carlow         |
| Clowater                        | 106   | Idrone East        | Ballyellin      | Carlow         |
| Clowater                        | 30    | Idrone East        | Clonygoose      | Carlow         |
| Clowater                        | 97    | Idrone East        | Lorum           | Carlow         |
| Commons                         | 202   | Forth              | Ballon          | Carlow         |
| Coneykeare                      | 124   | Idrone West        | Wells           | Carlow         |
| Constablehill                   | 335   | Rathvilly          | Hacketstown     | Shillelagh     |
| Coolalaw                        | 218   | Rathvilly          | Clonmore        | Shillelagh     |
| Coolasnaghta                    | 1.240 | Idrone East        | Fennagh         | Carlow         |
| Coole                           | 289   | Rathvilly          | Rathvilly       | Baltinglass    |
| Coolmanagh Lower                | 297   | Rathvilly          | Haroldstown     | Shillelagh     |
| Coolmanagh Upper                | 543   | Rathvilly          | Haroldstown     | Shillelagh     |
| Coolnacuppoge                   | 242   | Idrone East        | Sliguff         | Carlow         |
| Coolnakeeran                    | 190   | Idrone West        | Oldleighlin     | Carlow         |
| Coolnakisha                     | 1.307 | Idrone West        | Tullowcreen     | Carlow         |
| Coolnamara                      | 261   | St. Mullin's Lower | Ullard          | New Ross       |
| Coolnapish                      | 59    | Idrone East        | Dunleckny       | Carlow         |
| Coolnasheegan                   | 108   | Forth              | Myshall         | Carlow         |
| Coolroe                         | 557   | St. Mullin's Upper | Moyacomb        | Carlow         |
| Coolyhune                       | 590   | St. Mullin's Lower | St. Mullin's    | New Ross       |
| Coonogue                        | 931   | Idrone East        | Kiltennell      | New Ross       |
| Coppenagh                       | 596   | Rathvilly          | Tullowphelim    | Carlow         |
| Corries (o Corry More)          | 42    | Idrone East        | Sliguff         | Carlow         |
| Corries (o Corrymore)           | 646   | Idrone East        | Lorum           | Carlow         |
| Corry Beg (o Currenree)         | 301   | Idrone East        | Sliguff         | Carlow         |
| Corry More (o Corries)          | 42    | Idrone East        | Sliguff         | Carlow         |
| Corrymore (o Corries)           | 646   | Idrone East        | Lorum           | Carlow         |
| Cournellan                      | 446   | St. Mullin's Lower | Ullard          | New Ross       |
| Craan                           | 51    | Forth              | Aghade          | Enniscorthy    |
| Craan                           | 477   | Forth              | Barragh         | Enniscorthy    |
| Craanaha                        | 188   | Forth              | Fennagh         | Carlow         |
| Craanlusky                      | 716   | Idrone West        | Tullowcreen     | Carlow         |
| Craanpursheen                   | 103   | Forth              | Ballon          | Carlow         |
| Craans                          | 777   | Forth              | Ardoyne         | Carlow         |
| Cranavonane                     | 757   | Idrone West        | Tullowcreen     | Carlow         |
| Cranemore                       | 1.417 | Forth              | Barragh         | Enniscorthy    |
| Crannagh                        | 1.006 | Idrone East        | Kiltennell      | Carlow         |
| Crecrin                         | 323   | Rathvilly          | Crecrin         | Shillelagh     |
| Croanruss                       | 105   | Forth              | Myshall         | Carlow         |
| Cronaleigh                      | 180   | Forth              | Barragh         | Enniscorthy    |
| Croneskagh Lower                | 91    | Rathvilly          | Clonmore        | Shillelagh     |
| Croneskagh Upper                | 250   | Rathvilly          | Clonmore        | Shillelagh     |
| Crosslow (o Mountwolseley)      | 809   | Rathvilly          | Tullowphelim    | Carlow         |
| Crowsgrove                      | 433   | St. Mullin's Upper | Barragh         | Shillelagh     |
| Cunaberry                       | 324   | Forth              | Ballon          | Carlow         |
| Curragh                         | 109   | Rathvilly          | Hacketstown     | Shillelagh     |
| Curraghacruit                   | 251   | Idrone East        | Dunleckny       | Carlow         |
| Currane                         | 365   | Idrone East        | Clonygoose      | Carlow         |
| Currenree (o Corry Beg)         | 301   | Idrone East        | Sliguff         | Carlow         |
| Davisshill                      | 202   | Rathvilly          | Clonmore        | Shillelagh     |
| Deerpark New                    | 757   | Forth              | Barragh         | Enniscorthy    |
| Deerpark Old                    | 727   | Forth              | Barragh         | Enniscorthy    |
| Demesne                         | 108   | Idrone West        | Oldleighlin     | Carlow         |
| Donore                          | 236   | Idrone East        | Lorum           | Carlow         |
| Donore                          | 463   | Idrone East        | Sliguff         | Carlow         |
| Downings                        | 691   | Rathvilly          | Tullowphelim    | Carlow         |
| Dranagh                         | 1.074 | Bantry             | St. Mullin's    | New Ross       |
| Drisoge                         | 55    | Forth              | Ballon          | Carlow         |
| Drumfea                         | 433   | Idrone East        | Fennagh         | Carlow         |
| Drumguin                        | 255   | Rathvilly          | Hacketstown     | Shillelagh     |
| Drummin                         | 797   | St. Mullin's Lower | St. Mullin's    | New Ross       |
| Duffery                         | 326   | Rathvilly          | Haroldstown     | Shillelagh     |
| Dukespark (o Sherwood)          | 334   | Forth              | Barragh         | Enniscorthy    |
| Dunganstown (o Bestfield)       | 55    | Carlow             | Carlow          | Carlow         |
| Dunganstown (o Bestfield)       | 101   | Carlow             | Painestown      | Carlow         |
| Dunleckny                       | 481   | Idrone East        | Dunleckny       | Carlow         |
| Dunroe                          | 700   | Idrone East        | Sliguff         | Carlow         |
| Eaglehill                       | 303   | Rathvilly          | Clonmore        | Shillelagh     |
| Eaglehill                       | 154   | Rathvilly          | Hacketstown     | Shillelagh     |
| Eaglehill (Newton)              | 161   | Rathvilly          | Clonmore        | Shillelagh     |
| Emlicon                         | 80    | Forth              | Kellistown      | Carlow         |
| Farranacurragh                  | 37    | Idrone West        | Oldleighlin     | Carlow         |
| Farranafreney                   | 136   | Idrone West        | Killinane       | Carlow         |
| Farranaphlure                   | 207   | Carlow             | Grangeford      | Carlow         |
| Feamore                         | 221   | Idrone West        | Oldleighlin     | Carlow         |
| Fennagh                         | 29    | Idrone East        | Fennagh         | Carlow         |
| Fenniscourt                     | 793   | Idrone West        | Wells           | Carlow         |
| Fonthill                        | 156   | Idrone West        | Cloydagh        | Carlow         |
| Friarstown                      | 891   | Carlow             | Killerrig       | Carlow         |
| Garreenleen                     | 329   | Forth              | Gilbertstown    | Carlow         |
| Garrettstown                    | 494   | Rathvilly          | Rahill          | Baltinglass    |
| Garryhill                       | 392   | Idrone East        | Dunleckny       | Carlow         |
| Garryhill                       | 16    | Idrone East        | Myshall         | Carlow         |
| Garryhundon                     | 786   | Carlow             | Clonmelsh       | Carlow         |
| Gilbertstown                    | 142   | Forth              | Gilbertstown    | Carlow         |
| Glannahary                      | 251   | Idrone East        | Lorum           | Carlow         |
| Glannahary                      | 109   | Idrone East        | Sliguff         | Carlow         |
| Glebe                           | 26    | Idrone East        | Fennagh         | Carlow         |
| Glebe                           | 26    | Idrone West        | Tullowcreen     | Carlow         |
| Glebe                           | 48    | Forth              | Barragh         | Enniscorthy    |
| Glebe                           | 33    | St. Mullin's Lower | St. Mullin's    | New Ross       |
| Glebe                           | 16    | Rathvilly          | Clonmore        | Shillelagh     |
| Glenoge                         | 131   | Carlow             | Grangeford      | Carlow         |
| Gormona                         | 261   | Idrone East        | Dunleckny       | Carlow         |
| Gormona                         | 96    | Idrone East        | Lorum           | Carlow         |
| Gorteengrone                    | 88    | Carlow             | Urglin          | Carlow         |
| Gowlin                          | 685   | St. Mullin's Lower | St. Mullin's    | New Ross       |
| Graiguealug                     | 142   | Forth              | Nurney          | Carlow         |
| Graiguealug                     | 37    | Forth              | Templepeter     | Carlow         |
| Graiguealug                     | 267   | Forth              | Tullowmagimma   | Carlow         |
| Graiguenaspiddoge               | 287   | Forth              | Tullowmagimma   | Carlow         |
| Grangeford                      | 353   | Carlow             | Grangeford      | Carlow         |
| Grangeford Old                  | 475   | Carlow             | Grangeford      | Carlow         |
| Grangewat                       | 76    | Carlow             | Killerrig       | Carlow         |
| Greenane                        | 67    | Carlow             | Killerrig       | Carlow         |
| Hacketstown                     | Town  | Rathvilly          | Hacketstown     | Shillelagh     |
| Hacketstown Lower               | 191   | Rathvilly          | Hacketstown     | Shillelagh     |
| Hacketstown Upper               | 76    | Rathvilly          | Hacketstown     | Shillelagh     |
| Haroldstown                     | 364   | Rathvilly          | Haroldstown     | Shillelagh     |
| Harristown                      | 327   | St. Mullin's Lower | St. Mullin's    | New Ross       |
| Heath                           | 193   | Idrone East        | Lorum           | Carlow         |
| Huntington                      | 156   | St. Mullin's Upper | Moyacomb        | Shillelagh     |
| Inch (o Inchaphnea)             | 83    | St. Mullin's Lower | St. Mullin's    | New Ross       |
| Inchaphuca (o Inch)             | 83    | St. Mullin's Lower | St. Mullin's    | New Ross       |
| Inchisland (o Moatalusha)       | 233   | Carlow             | Grangeford      | Carlow         |
| Island                          | 75    | Rathvilly          | Clonmore        | Shillelagh     |
| Janeville (o Kilgarron)         | 232   | Idrone East        | Fennagh         | Carlow         |
| Johnduffswood                   | 431   | Idrone West        | Oldleighlin     | Carlow         |
| Johnstown                       | 766   | Carlow             | Urglin          | Carlow         |
| Kellistown East                 | 868   | Carlow             | Kellistown      | Carlow         |
| Kellistown West                 | 983   | Carlow             | Kellistown      | Carlow         |
| Kernanstown                     | 267   | Carlow             | Carlow          | Carlow         |
| Kernanstown                     | 178   | Carlow             | Urglin          | Carlow         |
| Kilballyhue                     | 385   | Carlow             | Tullowmagimma   | Carlow         |
| Kilbrannish North               | 837   | Forth              | Barragh         | Enniscorthy    |
| Kilbrannish South               | 1.822 | Forth              | Barragh         | Enniscorthy    |
| Kilbrickan                      | 191   | Forth              | Fennagh         | Carlow         |
| Kilbrickan                      | 28    | Forth              | Templepeter     | Carlow         |
| Kilbride                        | 255   | Forth              | Aghade          | Carlow         |
| Kilbride                        | 594   | Forth              | Barragh         | Carlow         |
| Kilcarrig                       | 909   | Idrone East        | Dunleckny       | Carlow         |
| Kilcarry                        | 926   | St. Mullin's Upper | Moyacomb        | Shillelagh     |
| Kilcloney                       | 415   | Idrone East        | Clonygoose      | Carlow         |
| Kilcoltrim                      | 934   | Idrone East        | Kiltennell      | Carlow         |
| Kilconnaught                    | 135   | Rathvilly          | Hacketstown     | Shillelagh     |
| Kilconner                       | 354   | Idrone East        | Fennagh         | Carlow         |
| Kilcoole                        | 295   | Forth              | Gilbertstown    | Carlow         |
| Kilcruit                        | 188   | Idrone East        | Lorum           | Carlow         |
| Kilcummey                       | 133   | Idrone East        | Ballyellin      | Carlow         |
| Kilcummey                       | 299   | Idrone East        | Clonygoose      | Carlow         |
| Kildavin                        | 321   | St. Mullin's Upper | Barragh         | Shillelagh     |
| Kildreenagh                     | 555   | Idrone East        | Dunleckny       | Carlow         |
| Kilgarron (o Janeville)         | 232   | Idrone East        | Fennagh         | Carlow         |
| Kilgraney                       | 78    | Forth              | Aghade          | Carlow         |
| Kilgraney                       | 246   | Forth              | Barragh         | Carlow         |
| Kilgraney                       | 890   | Idrone East        | Lorum           | Carlow         |
| Kilkey                          | 181   | Forth              | Fennagh         | Carlow         |
| Kilknock                        | 74    | Forth              | Ballyellin      | Carlow         |
| Kilknock                        | 883   | Forth              | Kellistown      | Carlow         |
| Killalongford                   | 461   | Rathvilly          | Clonmore        | Shillelagh     |
| Killamaster                     | 194   | Carlow             | Killerrig       | Carlow         |
| Killane                         | 6     | Forth              | Ballyellin      | Carlow         |
| Killane                         | 133   | Forth              | Kellistown      | Carlow         |
| Killedmond                      | Town  | Idrone East        | Kiltennell      | Carlow         |
| Killedmond                      | 511   | Idrone East        | Kiltennell      | Carlow         |
| Killeeshal                      | 254   | Idrone West        | Cloydagh        | Carlow         |
| Killenora                       | 139   | Carlow             | Kellistown      | Carlow         |
| Killerrig                       | 821   | Carlow             | Killerrig       | Carlow         |
| Killinane                       | 599   | Idrone West        | Killinane       | Carlow         |
| Killoughternane                 | 516   | Idrone East        | Sliguff         | Carlow         |
| Killyshane                      | 115   | Carlow             | Urglin          | Carlow         |
| Kilmacart                       | 281   | Rathvilly          | Hacketstown     | Shillelagh     |
| Kilmagarvoge                    | 620   | Rathvilly          | Tullowphelim    | Carlow         |
| Kilmaglin                       | 298   | Idrone East        | Fennagh         | Carlow         |
| Kilmaglush                      | 335   | Forth              | Myshall         | Carlow         |
| Kilmeany                        | 344   | Carlow             | Ballinacarrig   | Carlow         |
| Kilmissan                       | 236   | St. Mullin's Lower | St. Mullin's    | New Ross       |
| Kilmurry                        | 96    | Forth              | Ballon          | Carlow         |
| Kilree                          | 295   | Idrone East        | Sliguff         | Carlow         |
| Kiltennell and Ballinvally      | 298   | Idrone East        | Kiltennell      | New Ross       |
| Kneestown                       | 201   | Carlow             | Killerrig       | Carlow         |
| Knockagarry                     | 88    | Idrone West        | Oldleighlin     | Carlow         |
| Knockarda                       | 32    | Carlow             | Urglin          | Carlow         |
| Knockballystine                 | 405   | Rathvilly          | Clonmore        | Shillelagh     |
| Knockbarragh                    | 328   | Forth              | Barragh         | Carlow         |
| Knockbaun & Knocknabranagh      | 711   | Idrone West        | Oldleighlin     | Carlow         |
| Knockbower                      | 209   | Carlow             | Tullowmagimma   | Carlow         |
| Knockboy                        | 431   | Rathvilly          | Rathvilly       | Baltinglass    |
| Knockbrack                      | 377   | Forth              | Myshall         | Carlow         |
| Knockclonagad                   | 776   | Idrone East        | Sliguff         | Carlow         |
| Knockdoorish                    | 290   | Forth              | Barragh         | Carlow         |
| Knockdramagh                    | 424   | Forth              | Myshall         | Carlow         |
| Knockduff (o Marley)            | 881   | St. Mullin's Lower | St. Mullin's    | New Ross       |
| Knockeen                        | 374   | St. Mullin's Lower | St. Mullin's    | New Ross       |
| Knockendrane                    | 742   | Idrone East        | Fennagh         | Carlow         |
| Knockevaghan                    | 680   | Rathvilly          | Rathvilly       | Baltinglass    |
| Knocklishen Beg                 | 319   | Rathvilly          | Rathvilly       | Baltinglass    |
| Knocklishen More                | 470   | Rathvilly          | Rathvilly       | Baltinglass    |
| Knockmanus                      | 128   | Idrone West        | Ballyellin      | Carlow         |
| Knockmore                       | 380   | Idrone East        | Ballyellin      | New Ross       |
| Knocknabranagh and Knockbaun    | 711   | Idrone West        | Oldleighlin     | Carlow         |
| Knocknagundarragh (o Scortreen) | 272   | Idrone East        | Clonygoose      | Carlow         |
| Knocknatubbrid                  | 303   | Forth              | Ardoyne         | Carlow         |
| Knockroe                        | 112   | Rathvilly          | Rathvilly       | Baltinglass    |
| Knockroe                        | 1.249 | Idrone East        | Kiltennell      | New Ross       |
| Knockscur (o Knocksquire)       | 713   | Idrone East        | Kiltennell      | Carlow         |
| Knocksquire (o Knockscur)       | 713   | Idrone East        | Kiltennell      | Carlow         |
| Knockullard                     | 293   | Idrone East        | Sliguff         | Carlow         |
| Knockymullgurry                 | 933   | St. Mullin's Lower | St. Mullin's    | New Ross       |
| Kyle                            | 256   | St. Mullin's Lower | Ballyellin      | New Ross       |
| Labanasigh                      | 139   | Idrone East        | Dunleckny       | Carlow         |
| Lackabeg                        | 155   | St. Mullin's Upper | Barragh         | Shillelagh     |
| Lackan                          | 405   | Idrone West        | Oldleighlin     | Carlow         |
| Lacken                          | 193   | Idrone East        | Kiltennell      | Carlow         |
| Lacken                          | 89    | St. Mullin's Lower | St. Mullin's    | New Ross       |
| Ladystown                       | 234   | Rathvilly          | Baltinglass     | Baltinglass    |
| Larah                           | 307   | Forth              | Ballon          | Carlow         |
| Lasmaconly                      | 159   | Forth              | Myshall         | Carlow         |
| Leagh (o Ballybeg)              | 148   | Forth              | Tullowmagimma   | Carlow         |
| Leany                           | 862   | St. Mullin's Upper | Moyacomb        | Carlow         |
| Leighlinbridge                  | Town  | Idrone East        | Agha            | Carlow         |
| Leighlinbridge                  | Town  | Idrone West        | Wells           | Carlow         |
| Leighlinbridge                  | 302   | Idrone East        | Agha            | Carlow         |
| Linkardstown                    | 498   | Carlow             | Tullowmagimma   | Carlow         |
| Lisgarvan                       | 217   | Forth              | Gilbertstown    | Carlow         |
| Lisnevagh                       | 1.110 | Rathvilly          | Rathvilly       | Baltinglass    |
| Lissalican                      | 548   | St. Mullin's Lower | Ballyellin      | New Ross       |
| Lorum                           | 349   | Idrone East        | Lorum           | Carlow         |
| Lumcloon                        | 237   | Idrone East        | Fennagh         | Carlow         |
| Maplestown                      | 485   | Rathvilly          | Rahill          | Baltinglass    |
| Marley (o Knockduff)            | 881   | St. Mullin's Lower | St. Mullin's    | New Ross       |
| Milltown                        | 402   | Forth              | Barragh         | Carlow         |
| Milltown                        | 336   | Idrone East        | Fennagh         | Carlow         |
| Minvaud Lower                   | 305   | Rathvilly          | Clonmore        | Shillelagh     |
| Minvaud Upper                   | 292   | Rathvilly          | Clonmore        | Shillelagh     |
| Moanacurragh                    | 43    | Carlow             | Ballinacarrig   | Carlow         |
| Moanalow                        | 161   | Carlow             | Grangeford      | Carlow         |
| Moanamanagh                     | 162   | Carlow             | Grangeford      | Carlow         |
| Moanavoth                       | 220   | Rathvilly          | Rathvilly       | Baltinglass    |
| Moanduff                        | 90    | Idrone West        | Killinane       | Carlow         |
| Moanmore                        | 194   | Forth              | Fennagh         | Carlow         |
| Moanmore                        | 618   | Idrone West        | Oldleighlin     | Carlow         |
| Moanmore                        | 74    | Idrone West        | Wells           | Carlow         |
| Moatalusha (o Inchisland)       | 233   | Carlow             | Grangeford      | Carlow         |
| Mohullen                        | 173   | St. Mullin's Lower | Ballyellin      | New Ross       |
| Monastill                       | 92    | Rathvilly          | Hacketstown     | Shillelagh     |
| Monaughrim                      | 982   | St. Mullin's Upper | Moyacomb        | Shillelagh     |
| Muine Bheag                     | 363   | Idrone East        | Dunleckny       | Carlow         |
| Moneygrogh                      | 91    | Forth              | Barragh         | Enniscorthy    |
| Moorestown                      | 145   | Carlow             | Killerrig       | Carlow         |
| Mortarstown Lower               | 206   | Carlow             | Carlow          | Carlow         |
| Mortarstown Upper               | 400   | Carlow             | Carlow          | Carlow         |
| Mountkelly                      | 446   | Rathvilly          | Rathvilly       | Baltinglass    |
| Mountmelican                    | 61    | Idrone East        | Fennagh         | Carlow         |
| Mountneill                      | 207   | Rathvilly          | Rathvilly       | Baltinglass    |
| Mountpleasant                   | 139   | Idrone East        | Fennagh         | Carlow         |
| Mountwolseley (o Crosslow)      | 809   | Rathvilly          | Tullowphelim    | Carlow         |
| Moyle Big                       | 521   | Carlow             | Kellistown      | Carlow         |
| Moyle Little                    | 150   | Carlow             | Kellistown      | Carlow         |
| Moyvally                        | 171   | Idrone East        | Kiltennell      | Carlow         |
| Mullannagaun                    | 284   | St. Mullin's Lower | St. Mullin's    | New Ross       |
| Mullannaskeagh                  | 180   | St. Mullin's Lower | St. Mullin's    | New Ross       |
| Mullannavode                    | 114   | St. Mullin's Lower | St. Mullin's    | New Ross       |
| Myshall                         | Town  | Forth              | Myshall         | Carlow         |
| Myshall                         | 970   | Forth              | Myshall         | Carlow         |
| Nashesquarter                   | 211   | Rathvilly          | Haroldstown     | Shillelagh     |
| Newacre                         | 76    | Carlow             | Painestown      | Carlow         |
| Newgarden                       | 209   | Carlow             | Painestown      | Carlow         |
| Newstown                        | 646   | Forth              | Ardoyne         | Carlow         |
| Newtown                         | 887   | Idrone East        | Agha            | Carlow         |
| Newtown                         | 823   | St. Mullin's Lower | St. Mullin's    | New Ross       |
| Newtown (o Ballynoe)            | 573   | Forth              | Ardoyne         | Carlow         |
| Nurney                          | Town  | Idrone East        | Nurney          | Carlow         |
| Nurney                          | 209   | Idrone East        | Agha            | Carlow         |
| Nurney                          | 289   | Idrone East        | Nurney          | Carlow         |
| Oakpark (o Painestown)          | 1.296 | Carlow             | Painestown      | Carlow         |
| Oldleighlin                     | Town  | Idrone West        | Oldleighlin     | Carlow         |
| Oldleighlin                     | 302   | Idrone West        | Oldleighlin     | Carlow         |
| Oldtown                         | 195   | Rathvilly          | Kineagh         | Baltinglass    |
| Oldtown                         | 72    | Idrone East        | Ballyellin      | Carlow         |
| Oldtown                         | 674   | Idrone East        | Nurney          | Carlow         |
| Oldtown                         | 193   | Rathvilly          | Clonmore        | Shillelagh     |
| Orchard                         | 416   | St. Mullin's Upper | Moyacomb        | Carlow         |
| Orchard                         | 316   | Idrone East        | Nurney          | Carlow         |
| Ouragh                          | 412   | Rathvilly          | Tullowphelim    | Carlow         |
| Owlbeg                          | 71    | Idrone East        | Clonygoose      | Carlow         |
| Painestown (o Oakpark)          | 1.296 | Carlow             | Painestown      | Carlow         |
| Park                            | 437   | Carlow             | Ballinacarrig   | Carlow         |
| Parknakyle                      | 471   | Idrone West        | Oldleighlin     | Carlow         |
| Patrickswell                    | 205   | Rathvilly          | Rathvilly       | Baltinglass    |
| Phillipstown                    | 253   | Rathvilly          | Kineagh         | Baltinglass    |
| Pollerton Big                   | 381   | Carlow             | Carlow          | Carlow         |
| Pollerton Little                | 299   | Carlow             | Carlow          | Carlow         |
| Porchavodda                     | 91    | Rathvilly          | Hacketstown     | Shillelagh     |
| Portrushen Lower                | 339   | Rathvilly          | Kiltegan        | Baltinglass    |
| Portrushen Upper                | 220   | Rathvilly          | Kiltegan        | Baltinglass    |
| Powerstown                      | 551   | Carlow             | Clonmelsh       | Carlow         |
| Quinagh                         | 643   | Carlow             | Ballinacarrig   | Carlow         |
| Raheen                          | 329   | Idrone West        | Oldleighlin     | Carlow         |
| Raheen                          | 215   | Forth              | Barragh         | Enniscorthy    |
| Raheen                          | 183   | Rathvilly          | Clonmore        | Shillelagh     |
| Raheen                          | 408   | Rathvilly          | Haroldstown     | Shillelagh     |
| Raheenadaw                      | 284   | Rathvilly          | Kineagh         | Baltinglass    |
| Raheendarragh                   | 968   | Idrone East        | Kiltennell      | Carlow         |
| Raheendoran                     | 137   | Idrone West        | Cloydagh        | Carlow         |
| Raheenkillane                   | 213   | Forth              | Ballyellin      | Carlow         |
| Raheenkyle                      | 987   | Idrone East        | Kiltennell      | Carlow         |
| Raheenliegh                     | 918   | Forth              | Myshall         | Carlow         |
| Raheenwood                      | 228   | Idrone East        | Myshall         | Carlow         |
| Raheenwood                      | 302   | Idrone West        | Oldleighlin     | Carlow         |
| Rahill                          | 651   | Rathvilly          | Rahill          | Baltinglass    |
| Rainestown                      | 620   | Carlow             | Killerrig       | Carlow         |
| Rathanna                        | 1.149 | Idrone East        | Kiltennell      | Carlow         |
| Rathbaun                        | 594   | Carlow             | Grangeford      | Carlow         |
| Rathcrogue                      | 422   | Carlow             | Tullowmagimma   | Carlow         |
| Rathdaniel                      | 588   | Rathvilly          | Kineagh         | Baltinglass    |
| Rathduff                        | 383   | Idrone East        | Dunleckny       | Carlow         |
| Rathedan                        | 639   | Idrone East        | Agha            | Carlow         |
| Ratheeragh                      | 207   | Forth              | Ardoyne         | Carlow         |
| Rathellin                       | 739   | Idrone East        | Agha            | Carlow         |
| Rathercan                       | 141   | Idrone East        | Fennagh         | Carlow         |
| Rathgeran                       | 1.151 | St. Mullin's Lower | St. Mullin's    | New Ross       |
| Rathglass                       | 348   | Rathvilly          | Tullowphelim    | Carlow         |
| Rathlyon                        | 413   | Rathvilly          | Tullowphelim    | Carlow         |
| Rathmore                        | 815   | Rathvilly          | Rathmore        | Baltinglass    |
| Rathnafushoge                   | 256   | Rathvilly          | Hacketstown     | Shillelagh     |
| Rathnageeragh                   | 684   | Idrone East        | Fennagh         | Carlow         |
| Rathnagrew Lower                | 226   | Rathvilly          | Hacketstown     | Shillelagh     |
| Rathnagrew Upper                | 380   | Rathvilly          | Hacketstown     | Shillelagh     |
| Rathnapish                      | 368   | Carlow             | Carlow          | Carlow         |
| Rathnashannagh                  | 165   | Carlow             | Grangeford      | Carlow         |
| Rathornan                       | 310   | Idrone West        | Tullowcreen     | Carlow         |
| Rathrush                        | 970   | Forth              | Gilbertstown    | Carlow         |
| Rathtoe                         | 877   | Forth              | Gilbertstown    | Carlow         |
| Rathvarrin                      | 434   | Forth              | Ardoyne         | Carlow         |
| Rathvilly                       | Town  | Rathvilly          | Rathvilly       | Baltinglass    |
| Rathvilly                       | 120   | Rathvilly          | Rathvilly       | Baltinglass    |
| Rathvinden                      | 11    | Idrone West        | Tullowcreen     | Carlow         |
| Rathvinden                      | 173   | Idrone West        | Wells           | Carlow         |
| Rathwade                        | 345   | Idrone East        | Agha            | Carlow         |
| Redbog                          | 284   | Rathvilly          | Clonmore        | Shillelagh     |
| Ricketstown                     | 220   | Rathvilly          | Rahill          | Baltinglass    |
| Ricketstown (o Bettyfield)      | 198   | Rathvilly          | Kineagh         | Baltinglass    |
| Ricketstown North               | 282   | Rathvilly          | Kineagh         | Baltinglass    |
| Ricketstown South               | 270   | Rathvilly          | Kineagh         | Baltinglass    |
| Ridge                           | 1.542 | Idrone West        | Oldleighlin     | Carlow         |
| Rocksavage                      | 88    | St. Mullin's Lower | St. Mullin's    | New Ross       |
| Roscat                          | 712   | Rathvilly          | Ardristan       | Carlow         |
| Rosdellig                       | 369   | Idrone East        | Kiltennell      | Carlow         |
| Rossacurra                      | 431   | Forth              | Myshall         | Carlow         |
| Rosslee                         | 485   | Forth              | Myshall         | Carlow         |
| Royal Oak                       | Town  | Idrone West        | Killinane       | Carlow         |
| Russellstown                    | 349   | Carlow             | Killerrig       | Carlow         |
| Rutland (o Urglin)              | 726   | Carlow             | Urglin          | Carlow         |
| Sandbrook (o Ballygarret)       | 258   | Forth              | Ballon          | Carlow         |
| Scortreen (o Knocknagundarragh) | 272   | Idrone East        | Clonygoose      | Carlow         |
| Scotland                        | 183   | Rathvilly          | Hacketstown     | Shillelagh     |
| Seskin                          | 74    | St. Mullin's Lower | St. Mullin's    | New Ross       |
| Seskin Lower                    | 352   | Idrone West        | Oldleighlin     | Carlow         |
| Seskin Upper                    | 690   | Idrone West        | Oldleighlin     | Carlow         |
| Seskinnamadra                   | 693   | Idrone East        | Sliguff         | Carlow         |
| Seskinrea                       | 597   | Idrone West        | Oldleighlin     | Carlow         |
| Seskinryan                      | 475   | Idrone East        | Dunleckny       | Carlow         |
| Seskinryan                      | 86    | Idrone East        | Lorum           | Carlow         |
| Shangarry                       | 678   | Forth              | Myshall         | Carlow         |
| Sheean                          | 262   | Forth              | Myshall         | Carlow         |
| Sherwood (o Dukespark)          | 334   | Forth              | Barragh         | Enniscorthy    |
| Sherwoodpark                    | 115   | Forth              | Aghade          | Carlow         |
| Sherwoodpark                    | 38    | Forth              | Barragh         | Carlow         |
| Skahanrane                      | 221   | Idrone East        | Lorum           | Carlow         |
| Slaneyquarter                   | 373   | Carlow             | Grangeford      | Carlow         |
| Slievedurda                     | 92    | St. Mullin's Lower | St. Mullin's    | New Ross       |
| Sliguff                         | 784   | Idrone East        | Lorum           | Carlow         |
| Sliguff                         | 478   | Idrone East        | Sliguff         | Carlow         |
| Spahill                         | 559   | Idrone East        | Kiltennell      | Carlow         |
| Sragh                           | 231   | Forth              | Ballon          | Carlow         |
| St. Mullin's                    | 151   | St. Mullin's Lower | St. Mullin's    | New Ross       |
| Staplestown                     | 233   | Carlow             | Ballinacarrig   | Carlow         |
| Straboe                         | 1.104 | Rathvilly          | Straboe         | Baltinglass    |
| Straduff                        | 196   | Forth              | Myshall         | Carlow         |
| Stralusky                       | 115   | Rathvilly          | Haroldstown     | Shillelagh     |
| Strawhall                       | 373   | Carlow             | Carlow          | Carlow         |
| Tankardstwon                    | 1.411 | Rathvilly          | Tullowphelim    | Carlow         |
| Templenaboe                     | 154   | St. Mullin's Lower | St. Mullin's    | New Ross       |
| Templeowen                      | 32    | Rathvilly          | Fennagh         | Carlow         |
| Templepeter                     | 65    | Forth              | Gilbertstown    | Carlow         |
| Templepeter                     | 104   | Forth              | Templepeter     | Carlow         |
| Tiknock                         | 855   | Rathvilly          | Rathvilly       | Baltinglass    |
| Tinnacarrig                     | 676   | St. Mullin's Lower | Ullard          | New Ross       |
| Tinnaclash                      | 255   | Rathvilly          | Kiltegan        | Baltinglass    |
| Tinnaclash                      | 37    | Forth              | Templepeter     | Carlow         |
| Tinnagarney                     | 211   | Idrone West        | Wells           | Carlow         |
| Tinnahinch                      | Town  | St. Mullin's Lower | St. Mullin's    | New Ross       |
| Tinnahinch                      | 349   | St. Mullin's Lower | St. Mullin's    | New Ross       |
| Tinriland                       | 545   | Carlow             | Tullowmagimma   | Carlow         |
| Toberbride                      | 233   | Idrone East        | Dunleckny       | Carlow         |
| Tobinstown                      | 845   | Rathvilly          | Rathvilly       | Baltinglass    |
| Tomard (o Boolyrathornan)       | 286   | Idrone West        | Tullowcreen     | Carlow         |
| Tomard Lower                    | 495   | Idrone West        | Tullowcreen     | Carlow         |
| Tomard Upper                    | 596   | Idrone West        | Tullowcreen     | Carlow         |
| Tombeagh                        | 700   | Rathvilly          | Hacketstown     | Shillelagh     |
| Tomdarragh and Ballyellin       | 1.067 | Idrone East        | Ballyellin      | Carlow         |
| Tomduff                         | 241   | Idrone East        | Kiltennell      | Carlow         |
| Tomnaslough                     | 69    | Idrone West        | Wells           | Carlow         |
| Tomnasock                       | 329   | Idrone West        | Oldleighlin     | Carlow         |
| Torman and Ardbearn             | 121   | Forth              | Kellistown      | Carlow         |
| Tuckamine                       | 111   | Rathvilly          | Rathvilly       | Baltinglass    |
| Tullow                          | Town  | Rathvilly          | Fennagh         | Carlow         |
| Tullow                          | Town  | Rathvilly          | Tullowphelim    | Carlow         |
| Tullowbeg                       | 547   | Rathvilly          | Fennagh         | Carlow         |
| Tullowphelim                    | 1.525 | Rathvilly          | Tullowphelim    | Carlow         |
| Turra                           | 257   | St. Mullin's Lower | St. Mullin's    | New Ross       |
| Turtane                         | 211   | Forth              | Myshall         | Carlow         |
| Ullard Beg                      | 179   | Forth              | Myshall         | Carlow         |
| Ullard More                     | 284   | Forth              | Myshall         | Carlow         |
| Upton (o Ballyhubbock)          | 260   | Idrone East        | Fennagh         | Carlow         |
| Urglin (o Rutland)              | 726   | Carlow             | Urglin          | Carlow         |
| Vermount                        | 312   | Rathvilly          | Clonmore        | Shillelagh     |
| Walshstown (o Ballynabranagh)   | 465   | St. Mullin's Lower | St. Mullin's    | New Ross       |
| Waterstown                      | 196   | Rathvilly          | Rathvilly       | Baltinglass    |
| Wells                           | 702   | Idrone West        | Wells           | Carlow         |
| Williamstown                    | 1.112 | Rathvilly          | Rathvilly       | Baltinglass    |
| Woodlands                       | 187   | St. Mullin's Upper | Moyacomb        | Carlow         |
| Woodside                        | 116   | Rathvilly          | Hacketstown     | Shillelagh     |